# Bayerische Staatsbrauerei Weihenstephan
Koordinaten: 48° 23′ 46″ N, 11° 43′ 45″ O
Die Bayerische Staatsbrauerei Weihenstephan ist eine Brauerei im Besitz des Freistaates Bayern in den Gebäuden des ehemaligen Klosters Weihenstephan auf dem „Weihenstephaner Berg“ im Freisinger Stadtteil Weihenstephan. 2023 betrug der Jahresausstoß 453.463 Hektoliter.

## Geschichte

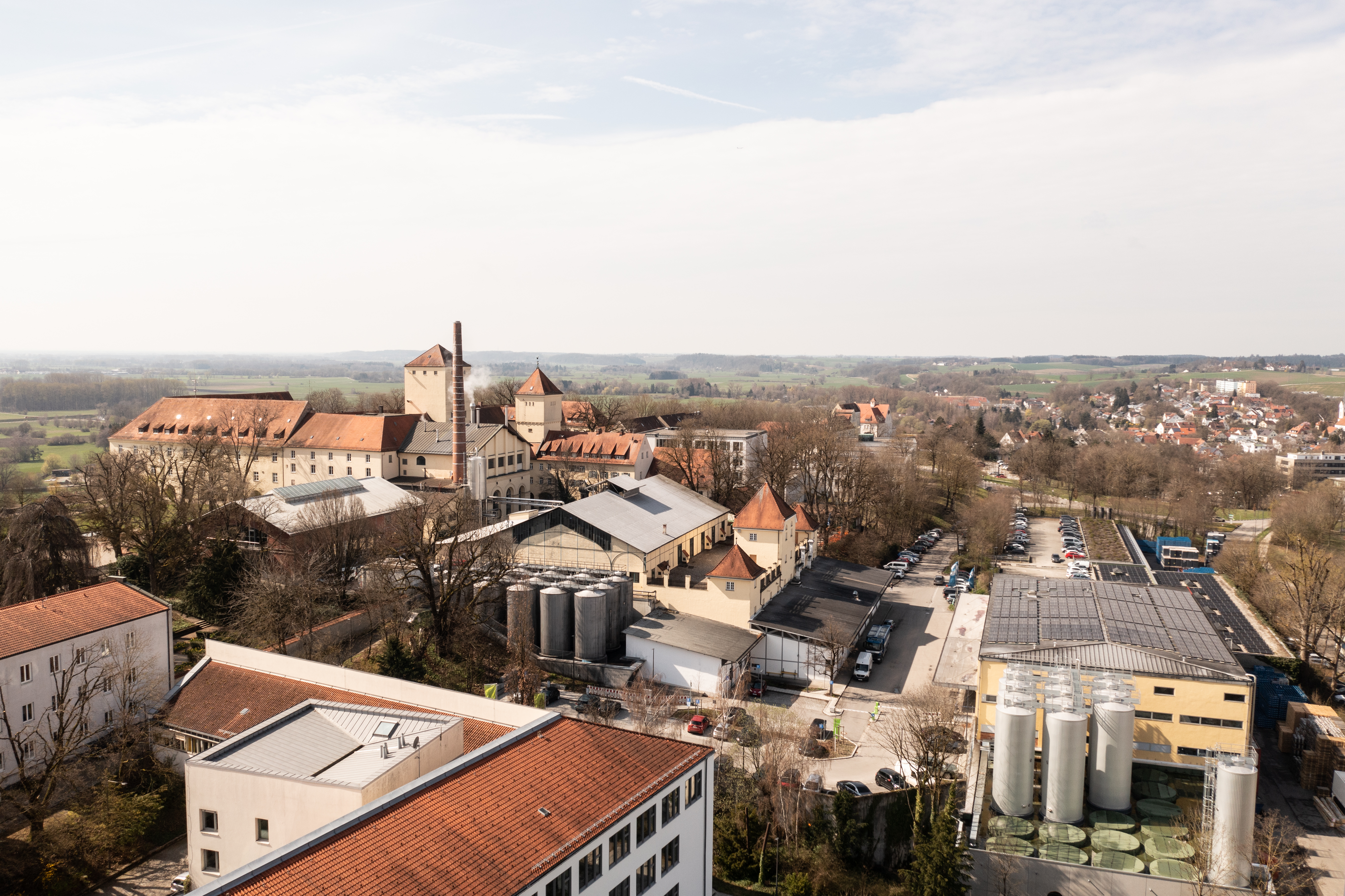
Eine Luftaufnahme der Bayerischen Staatsbrauerei Weihenstephan aus 2024

### Vorgeschichte
(siehe hierzu Kontroverse zur Gründung)
Die Vorgeschichte der Bayerischen Staatsbrauerei Weihenstephan reicht bis in die 720er-Jahre zurück, als in Freising eine Stephanuskirche gegründet wurde. Bei dieser errichtete der heilige Korbinian eine Mönchszelle.
In Klöstern wie diesem wurde während des Mittelalters Bier gebraut und der Brauprozess untersucht und weiterentwickelt. Für die Region um das Kloster lässt sich der Hopfenanbau ab dem Jahr 768 nachweisen. Aus dem zufälligen Brauen, welches damals in Gasthäusern betrieben wurde, entwickelte sich das Brauen durch die Klöster zu einem Handwerk. Der Name Wihanstephane tauchte erstmalig in einer Urkunde von Kaiser Heinrichs II. aus dem Jahr 1003 auf, in denen die Ungarneinfälle von 909 und 955 beschrieben werden, bei denen das Kloster beschädigt wurde.
Im Jahr 1040 erwarb das Kloster unter der Leitung von Abt Arnold das Brau- und Schankrecht von der Stadt Freising. Dadurch war es dem Kloster gestattet, Bier offiziell zu brauen und es zu verkaufen.

### Staatsbrauerei ab 1803
Das Kloster Weihenstephan wurde im Zuge der Säkularisation in Bayern 1803 aufgelöst. Die zu diesem Zeitpunkt bestehende Brauerei kam in den Besitz des Bayerischen Staates und firmierte als Königlich Bayerische Staatsbrauerei Weihenstephan. Zu dieser Zeit wurde zudem eine Zentralschule in Weihenstephan errichtet, zu welcher auch die Brauerei gehörte. Die Zentralschule wurde 1807 wieder geschlossen und 1822 in Schleißheim neugegründet, bevor sie 1852 zurück nach Weihenstephan verlegt wurde.
Die Brauerei entwickelte sich währenddessen von einem Handwerk zunehmend zu einer Wissenschaft weiter und die Bayerische Staatsbrauerei Weihenstephan bot 1965 erste Brauereikurse an. 1895 erhielt die Zentralschule den Status einer Akademie und wurde 1919 zur Hochschule für Landwirtschaft und Brauerei erhoben. Im Jahr 1930 wurde sie schließlich in die Technische Universität München eingegliedert.
Seit 1921 trägt die Brauerei den Namen Bayerische Staatsbrauerei.

### Neue Entwicklungen

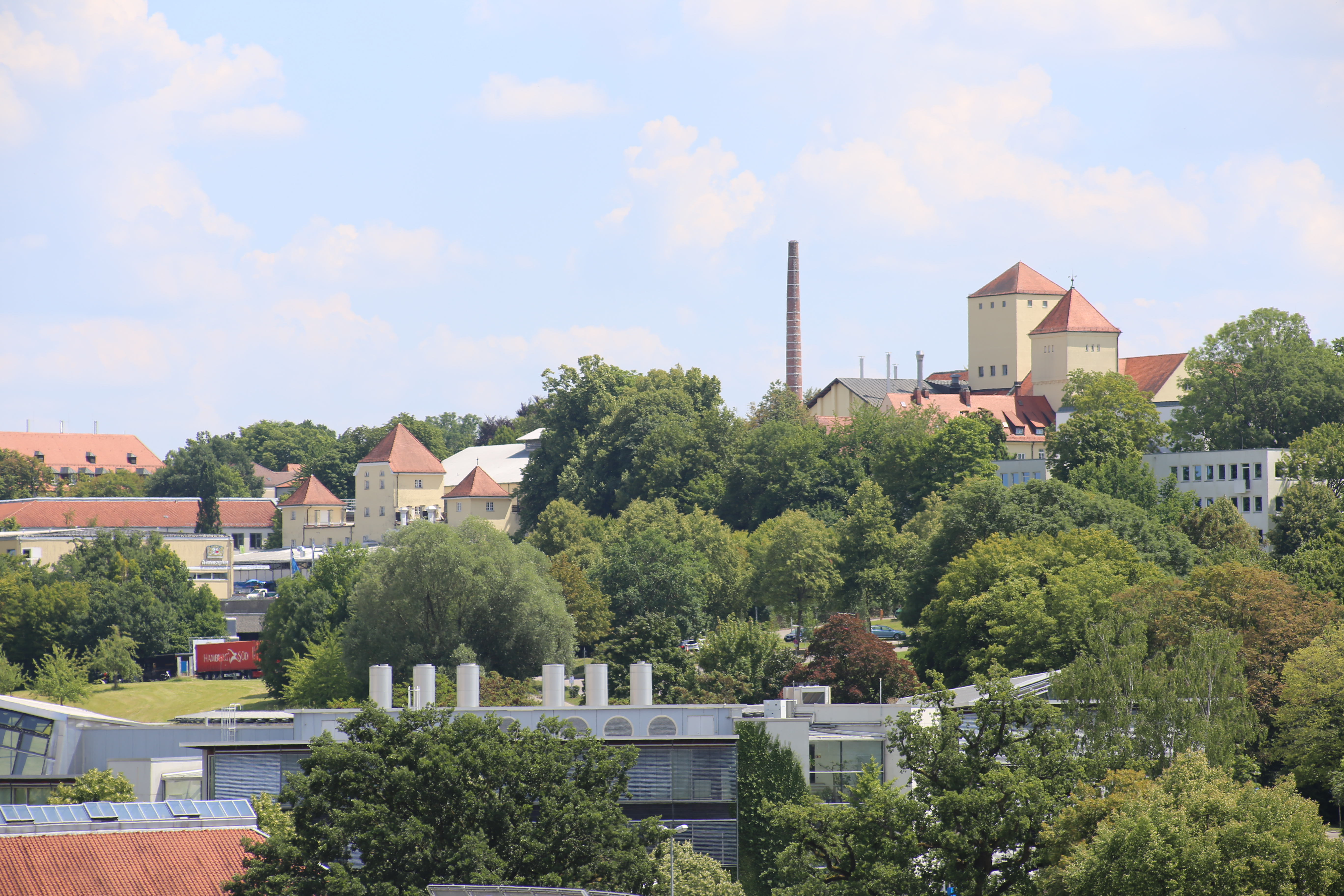
Überblick der Bayerischen Staatsbrauerei Weihenstephan aus Sicht des Wissenschaftszentrums

2000 übernahm Josef Schrädler die Leitung der Brauerei. In den folgenden Jahren wurden unter seiner Leitung mehrere Erweiterungen und Erneuerungen an der Brauerei durchgeführt. 2003 wurde der Gärkeller für obergärige Biere ausgebaut und im Dezember 2011 nahm die Brauerei einen neuen Lagerkeller mit 15 Gär- und Lagertanks in Betrieb.
2017 begann der Bau eines neuen Logistikzentrums im Gewerbegebiet Clemensänger in Freising mit einer Größe von 10.700 Quadratmetern überdachter Fläche. Grund für die Auslagerung der Logistik nach Clemensänger war Platzmangel am Weihenstephaner Berg. Vor dem Neubau des Logistikzentrums wurde der Platzmangel durch einen Dienstleister in Unterschleißheim überbrückt, von wo aus die Produkte konfektioniert, verpackt und versendet wurden. Der Neubau des Logistikzentrums in Clemensänger wurde nach zwei Jahren Bauphase Ende Mai 2019 abgeschlossen. Das Logistikzentrum ist das größte Bauprojekt in der Geschichte der Brauerei; hierfür wurden rund 16 Millionen Euro investiert.
2021 wurde eine größere Entalkoholisierungsanlage für die Herstellung alkoholfreier Biere angeschafft. Während der COVID-19-Pandemie stellte die Brauerei kurzzeitig Desinfektionsmittel für Zahnärzte in Bayern her mit dem Ethanol, das bei dem Entalkoholisierungsprozess anfällt.

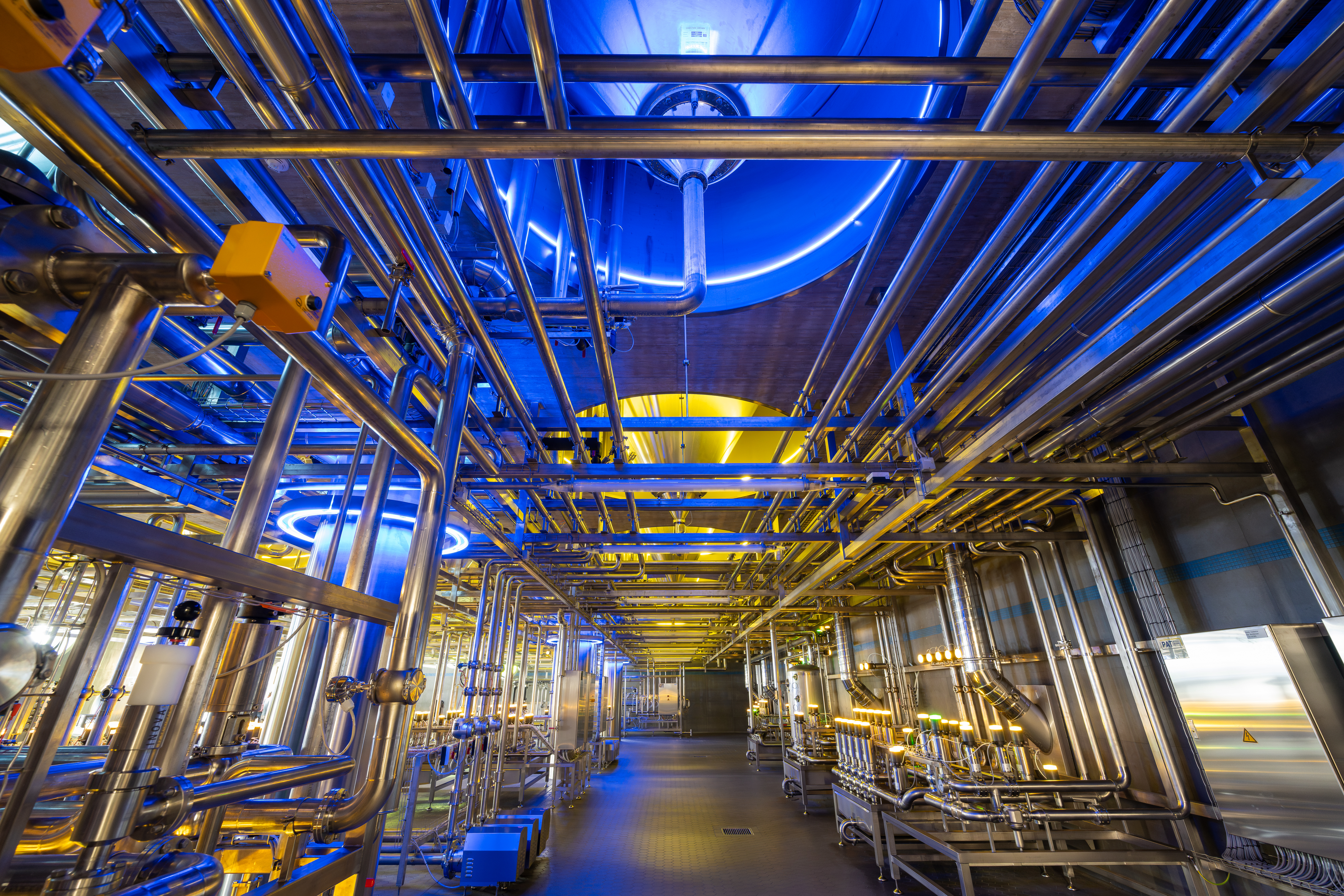
Der neue Kombikeller der Bayerischen Staatsbrauerei Weihenstephan

Von März 2023 bis zum Juli 2024 wurde ein weiteres Großprojekt für einen Kombikeller mit 24 Tanks sowie einem Hefesammeltank umgesetzt. Die Tanks, die als Gär-, Lager- und Drucktank genutzt werden können, sind jeweils zwischen 12 und 13 Metern hoch und fassen zwischen 680 und 1040 Hektolitern.

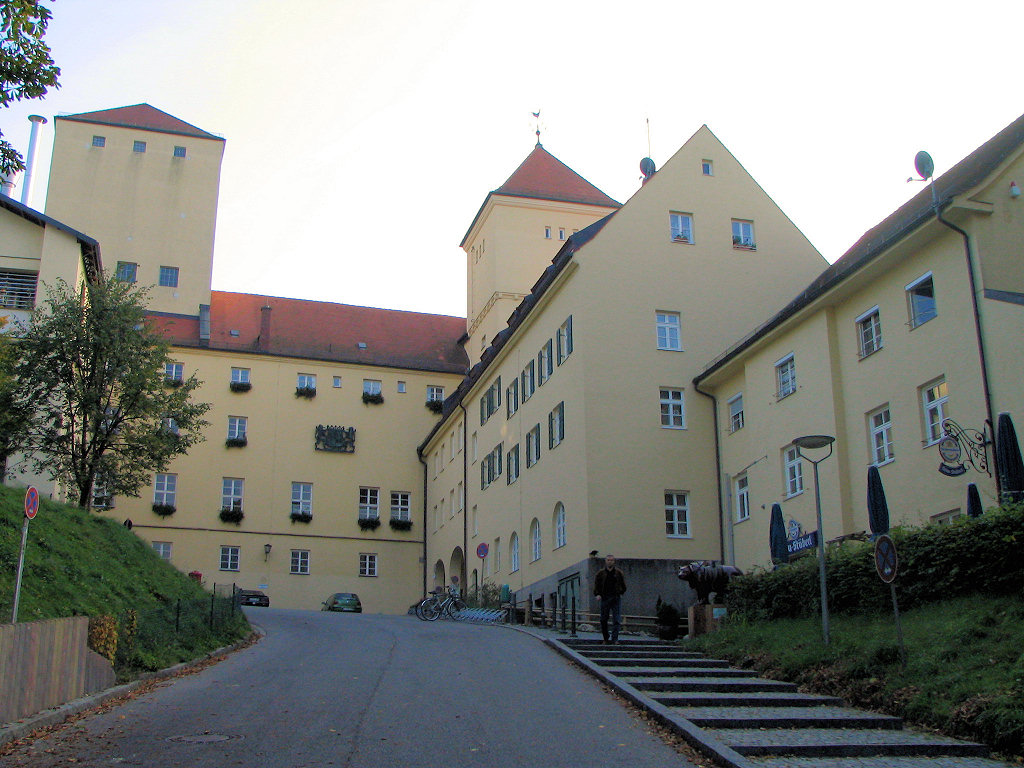
Brauereigebäude der Bayerischen Staatsbrauerei Weihenstephan

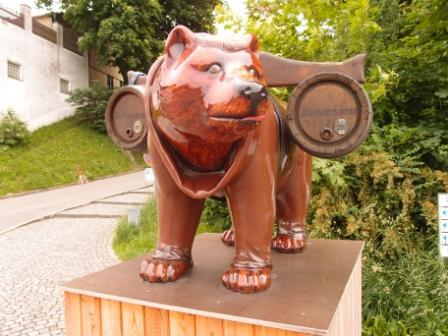
Bärenskulptur am Eingang zur Bayerischen Staatsbrauerei Weihenstephan

## Unternehmensstruktur
Die Bayerische Staatsbrauerei Weihenstephan ist als Regiebetrieb des Freistaates Bayern ein nach privatwirtschaftlichen Maßstäben geführtes Unternehmen und zudem Bestandteil des Zentralbereichs der TU München. Sie hat ihren Sitz in Freising und wird von Josef Schrädler geleitet. 2023 beschäftigte die Brauerei 184 Mitarbeiter und erzielte einen Umsatz von 46,65 Millionen Euro.
Jährlich erzielt die Brauerei einen Ausstoß von rund 450.000 Hektolitern Bier. Neben Deutschland sind die größten Absatzmärkte Österreich, Italien, die Vereinigten Staaten und Australien.

### Technische Universität München
Die Bayerische Staatsbrauerei Weihenstephan ist eng mit der Technischen Universität München verbunden; die Brauerei befindet sich mitten auf dem Campus der Universität. Das Wissenschaftszentrum ist verantwortlich für die Qualitätskontrolle der Brauerei; die Staatsbrauerei selbst verfügt über kein eigenes Labor. Die Brauerei ist für die Universität zudem ein Anschauungsbetrieb und bietet den Studierenden neben Praktika und Ausbildungen auch die Möglichkeit, Studien und Abschlussarbeiten in Bezug auf die Brauerei durchzuführen. Josef Schrädler fungiert neben seiner Tätigkeit als Direktor der Brauerei als Dozent für Betriebswirtschaftslehre in der Getränkeindustrie für die TU München.
Die Zusammenarbeit erstreckt sich dabei über mehrere Forschungszentren der TU München, wie das Internationalen Getränkewissenschaftlichen Zentrum Weihenstephan (iGZW), das Forschungszentrum Weihenstephan für Brau- und Lebensmittelqualität, sowie die Forschungsbrauerei Weihenstephan.
Bestandteil der Zusammenarbeit ist unter anderem die Erforschung von Brauprozessen und die Entwicklung neuer Technologien; beispielsweise entwickelten die Brauerei und die TU München ein Verfahren für die Entalkoholisierung von Bieren. Die alkoholfreien Biere werden in der Bayerischen Staatsbrauerei Weihenstephan nach dem Prinzip der Vakuum-Fallstromverdampfung hergestellt. Hierbei wird vollständig vergorenem und gereiftem alkoholhaltigem Bier durch Erwärmung im Vakuum der Alkohol entzogen. Das Verfahren ist schonender als beispielsweise eine gestoppte Gärung, bei der die Gärung des Bieres vorzeitig abgebrochen wird, um die Alkoholbildung zu vermeiden. Biere, die durch eine gestoppte Gärung hergestellt werden, enthalten mehr Malzzucker und sind deshalb süßer und kalorienhaltiger.

## Produkte
Die Bayerische Staatsbrauerei Weihenstephan stellt 16 verschiedene Biersorten her und vertreibt diese international in über 60 Ländern. Neben den regulär vertriebenen Bieren bietet die Brauerei auch regelmäßig Sonderbiere für einen begrenzten Zeitraum an. Darüber hinaus wird auch die Limonade Schloss Cola-Mix verkauft.

### Gebraute Biersorten
- Weihenstephaner Helles
- Hefeweißbier
- Hefeweißbier Dunkel
- Hefeweißbier Leicht
- Hefeweißbier Alkoholfrei
- Kristallweißbier
- Vitus (Weizenbock)
- Original Helles
- Original Helles Alkoholfrei
- Pils
- Tradition Bayrisch Dunkel
- Korbinian (Doppelbock)
- Kellerbier 1516
- Festbier
- Winterfestbier
- Naturradler

## Kontroverse zur Gründung

### Angebliches Gründungsdatum
Bis in die 1950er Jahre wurde als Gründungsdatum das Jahr 1146 angegeben. Dann gab die Brauerei Weihenstephan das gut 100 Jahre frühere Gründungsjahr 1040 an. Beide Jahreszahlen entstammen der gleichen Urkunde, die als Fälschung gilt.

### Details der Fälschung
Ein Kernpunkt der gefälschten Urkunde ist ein Bericht über einen Prozess über das Weinschankrecht zwischen den Schenkwirten bzw. Bierbrauern der Stadt Freising und dem Kloster Weihenstephan aus dem 15. Jahrhundert, den das Kloster gewann. Der Prozess hatte auf Empfehlung Herzog Heinrichs am 2. November 1429 vor dem Salzburger Metropolitangericht gegen Bischof Nikodemus bzw. die Stadt Freising stattgefunden und ist heute noch in einer 116-seitigen Papierlibell erhalten. Zuvor waren im Jahr 1421 der Bürgermeister und einige Stadträte in die Weinschenke des Klosters eingedrungen und hatten dort gegen das gemeine Recht und die Freiheiten des Klosters den Zapfen des Weinfasses abgeschlagen, das Kloster beraubt und seitdem den Weinverkauf des Klosters verhindert.
Abt Georg Tanner knüpfte in den Jahren 1616–1640 an den vom Kloster gewonnenen Prozess die angebliche Verlegung des bisher in der Stadt Freising ausgeübten Schank- und Braurechts in das Kloster bzw. dessen Hofmark Vötting durch Bischof Otto I. von Freising im Jahr 1146. Abt Sigmar habe sich darum verdient gemacht. Den Prozess verlegte Tanner um drei Jahrhunderte in die Vergangenheit. Die Fälschung wurde 1767 in den Monumenta Boica abgedruckt. Urheber der Brauerei sei der Freisinger Bischof Egilbert von Moosburg gewesen. Wenn man ihn als Urheber der Brauerei betrachten will, erscheint als Gründungszeitpunkt der Brauerei eher ein Zeitpunkt vor seinem Tod im Jahr 1039 realistisch. Der Einleitung der unechten Urkunde nach kommen aber auch seine Nachfolger und zusätzlich Kaiser und Fürsten infrage.
Oft wird Abt Arnold als Geber oder Erwerber des Braurechts behauptet, wobei dies aber jeweils nicht durch eine primäre Quelle belegt wird, er aber von 1022 bis 1041 Abt des Klosters Weihenstephan war.
Alle vier bekannten Überlieferungen der als Fälschung geltenden Urkunde geben sie als Abschrift des Notars Arsacius Prunner im Auftrag des Abtes Eberhard aus, der sie auch beglaubigt habe. Abt Eberhard regierte von 1416 bis 1448 – Arsacius Prunner ist als Notar nur 1525 und 1526 nachzuweisen. In der Urkunde wird das achte Regierungsjahr Bischof Ottos 1146 als das sechste gezählt. In ihr heißt es „Datum anno ab incarnatione Dominica MCXLVI. anno Ottonis venerabilis Episcopi sexto“. Die Erwähnung „Hofmark Vötting“ (Hofmarchiam Vetting) erscheint unglaubwürdig, weil es Hofmarken im Sinne der Ottonischen Handfeste (1311) zu dieser Zeit noch nicht gab.
Ähnlich verhält es sich bei „ius pincernandi et praxandi cerevisiam“ (Mundschenk- und Bierbraurecht) und „ius commune“ (gemeines Recht). Zu einem verleihbarem Recht wird das Brauen erst im Verlauf des 17. Jahrhunderts (1640: Preuhäuser-Concessions-Matricul) und der Begriff „Gemeines Recht“ kommt erst im Verlauf der Hauptrezeption des römischen Rechts seit dem 14. Jahrhundert auf.
Während M. Schlamp von einer „für die Zeit Ottos I. ungewöhnlichen Siegelankündigung“ spricht, fehlt nach Bodo Uhl ein Siegel in der Erwähnung eines Prozesses gegen Otto I. Die Länge der Einleitung vor dem Prozess ist nach Bodo Uhl für die Urkunden Otto I. einzigartig.
Wohl durch einen Lesefehler wird in der Aufzählung von Handwerkern im Prozess in der Urkunde aus einem Bäcker (pistor) ein Maler (pictor).
Die einzige vorgenommene Veränderung des Klagetextes war das Vorziehen eines Bierbrauers (praxator cerevisiae) an die erste Stelle in einer Liste von Handwerkern, um ihn besser hervorzuheben und daran die angebliche Verlegung des Braurechts in das Kloster im 12. Jahrhundert besser anknüpfen zu können.
Das Ziel der Fälschung war eher ein Nachweis für das uneingeschränkte Braurecht des Klosters, wahrscheinlich zur Vorlage beim Kurfürsten, was dann aber dennoch unterblieb, als ein möglichst hohes Alter der Brauerei. Erstmals nutzte die Brauerei diese Urkunde im Jahr 1723 bei einer Prüfung geistlicher und adliger Brauhäuser durch eine kurbayrische Untersuchungskommission, wo die Urkunde durch Oberkellerer Pater Rupert vorgelegt wurde. Wahrscheinlich glaubte das Kloster schon selbst an die Echtheit der Urkunde. Die früheste eindeutig datierbare Abschrift findet sich in der Chronik des Fälschers Abt Tanners selbst.

### Weitere Belege
Zahlreiche Hopfenabgaben der Hallertauer Besitzungen des Klosters, festgehalten in einer Urkunde aus der Mitte des 13. Jahrhunderts, deuten auf eine frühere Brauerei in Weihenstephan hin. Freisinger Hopfengärten werden seit dem 9. Jahrhundert erwähnt und 1160 ist in Freising ein Brauhaus urkundlich nachzuweisen. Nach M. Schlamp (1937) „hat aber die Klosterbrauerei […] Weihenstephan ein Alter von mehr als 900 Jahren und die ehemalige fürstbischöfliche Brauerei […] in Freising ein solches von nicht weniger als 1100 Jahren hinter sich“. Hinweise auf Klosterbrauereien aus vergleichbarer Zeit gibt es im Kloster St. Columban am Bodensee (7. Jahrhundert), St. Gallen (10./11. Jahrhundert) und Tegernsee (9. Jahrhundert oder früher). Der erste urkundlich geltende Beleg für eine Brauerei in Weihenstephan stammt aus dem Jahr 1675 in Form einer kurfürstlichen Konfirmationsurkunde, die bei der Untersuchungskommission von 1723 ebenfalls vorgelegt wurde.

## Engagement
Im sozialen Bereich unterstützt die Brauerei vor allem regionale gemeinnützige Initiativen und Vereine mit Geld- oder Sachspenden. Darunter sind Einrichtungen wie Frauenhäuser oder Initiativen wie die Hilfsaktion Menschen in Not des Freisinger Tagblatts, die Menschen in der Region Freising unterstützt. Außerdem nimmt die Brauerei jährlich am Tag des Bieres teil, eine Feierlichkeit der Stadt Freising, bei der die Hälfte der Einnahmen des Bierverkaufs gespendet werden.
Im Sportbereich sponsert die Brauerei Turniere wie das regionale Freisinger Tagblatt-Hallenmasters Fußballturnier oder den Weihenstephaner Golfcup.
Neben seinem sozialen und sportlichen Engagement engagiert sich die Brauerei auch im Bereich Umwelt. Seit 2022 ist die Brauerei nach dem Eco Management and Audit Scheme (EMAS) zertifiziert. Das Logistikzentrum wird vollständig über Ökostrom betrieben. Darüber hinaus werden Projekte wie Baumpatenschaften unterstützt. Beispielsweise beteiligte sich die Brauerei in Zusammenarbeit mit der Hochschule Weihenstephan Triesdorf an der Errichtung eines Arboretum auf dem Campus.

## Auszeichnungen (Auswahl)

### Biere
- 2015: Goldpreis bei den Australian International Beer Awards in der Kategorie German Style Wheat Beer, für Weihenstephaner Kristallweißbier[51]
- 2016: Goldpreis beim World Beer Cup, in der Kategorie South German-Style Hefeweizen, für Weihenstephaner Hefeweißbier[52]
- 2019: Goldpreis bei den Australian International Beer Awards in der Kategorie German Style Kristal, für Weihenstephaner Kristallweißbier[53]
- 2020: Goldpreis beim European Beer Star in der Kategorie European-Style Mild Lager, für Weihenstephaner Helles[54]
- 2022: Goldpreis beim World Beer Cup, in der Kategorie German-Style Wheat Ale, für Weihenstephaner Hefeweißbier Dunkel[55]
- 2023: Goldpreis beim European Beer Star, in der Kategorie South German Style Weizenbock Hell, für Weihenstephaner Weizenbock Vitus[56]
- 2024: Goldpreis bei den World Beer Awards für Weihenstephaner Hefeweißbier Dunkel sowie Auszeichnung als weltbestes Hefeweißbier[57]
- 2024: Goldpreis bei den World Beer Awards für Weihenstephaner Weizenbock Vitus[57]

### Brauerei
- 2021: Auszeichnung zur besten Brauerei in der Kategorie Large International Brewery im Rahmen der Australian International Beer Awards[58]